# 1952年のル・マン24時間レース

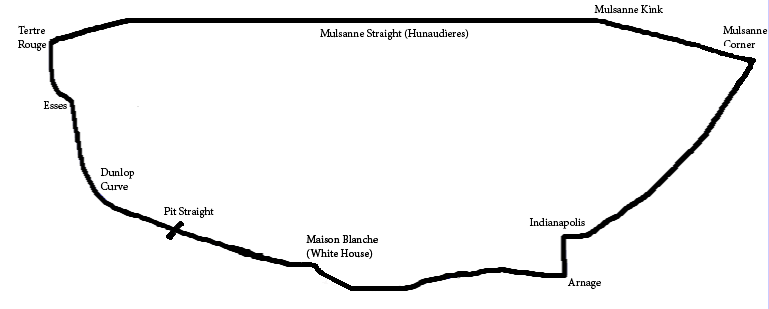
1952年のコース

1952年のル・マン24時間レース（24 Heures du Mans 1952 ）は、20回目のル・マン24時間レースであり、1952年6月14日から6月15日にかけてフランスのサルト・サーキットで行われた。

## 概要
1951年のル・マン24時間レースで4位だったピエール・ルヴェーはさらに上位を目指すべく、準備はタルボの工場で行なうというタルボワークスの主張を振り切り、自分の車は自分で準備すると主張し1台を購入して自費で数千ポンドを投じ改造した。投資金額は優勝賞金の3倍だったという。
この年メルセデス・ベンツが初参加した。
数日前から記録的な25万人の観客が押し寄せた。オートスポーツ誌はチーフカメラマンがあるホテルで恐ろしく法外な料金を請求され、あまりにも苦情が多いので経営者が料金を改定するまで警官がホテルを封鎖したという話を報じている。
決勝当日は快晴であった。
出走したのは57台。
決勝2周目にフェラーリのアンドレ・シモン（André Simon ）が4分43秒8で前年スターリング・モスが記録した周回記録を塗り替え、3ラップ目にフェラーリのアルベルト・アスカリが4分43秒6を出してこれを更新した。
ジャガー・Cタイプは新設計されたスマートな形状のボディ内部で風通しが悪く、オーバーヒートの問題を抱えており、従前より大型化したラジエーターを装備していたが効果はなく、オーバーヒートによるシリンダーヘッド破損で2時間目、3時間目、4時間目と次々にリタイヤした。フェラーリはクラッチトラブルの問題を抱えていた。クラッチ修理でのピットインから出たアスカリは周回記録4分40秒5を出したが、間もなくリタイヤとなった。フランス人であるロベール・マンゾン（Robert Manzon ）の乗るフランス車ゴルディーニが先頭集団に猛然と勝負を仕掛けた。
2時間経過した時点でシモンのフェラーリ、マンゾンのゴルディーニ、フェラーリ、カニンガム、メルセデス2台、ピエール・ルヴェーのタルボの順であった。
5時間経過した時点でマンゾンが1位に上がり、ピエール・ルヴェーが2位に上がり、上位2台がフランス人ドライバーになったことで観客は熱狂した。
未明に電気回路のショートによりカール・クリング/ハンス・クレンク組のメルセデス・ベンツがリタイヤ、メルセデス・ベンツの開発エンジニアだったウーレンハウトはジャッキのハンドルを振りかざしてロバート・ボッシュの代表者を追いかけ回したという。
4時15分前、マンゾンのゴルディーニがブレーキトラブルでリタイヤした。レース半ばのこの時点で1位に繰り上がったルヴェーと2位に繰り上がったメルセデス・ベンツの間には4周差があった。
ルヴェーはルネ・マルシャンと組んでいたが、ルヴェーはピットストップのたびに交代を拒否し、ペースを落とすサインを出したが従わず同じペースで運転を続け、2位との差を保った。しかし残り時間1時間15分になったところでギアを4速から3速に落とそうとしたところで疲労のため2速に入れ間違えてエンジンが吹き抜けてリタイアとなった。ルヴェーは公式結果も聞かず2時間人事不省の状態でピットで眠った。
完走したのは17台。
ヘルマン・ランク（Hermann Lang ）/フリッツ・リース（Fritz Riess ）組のメルセデス・ベンツ・300SL、21号車が24時間で3733.800kmを平均速度155.575km/hで走って優勝し、メルセデス・ベンツの初勝利のみならずドイツ勢の初勝利となった。
この年優勝したメルセデス・ベンツの監督アルフレート・ノイバウアーはピエール・ルヴェーの健闘を称えて「今度メルセデスがルマンに来るとき、君には我々の車を操縦してもらおう」と約束、この約束は1955年のル・マン24時間レースで果たされることになる。危険防止のため「最長受け持ち時間は連続80周、操縦時間の総計は14時間以内」とルールが決められ、次の年から一人で24時間走ることは許されなくなった。